# كريستوف باور
كريستوف باور (بالألمانية: Christoph Bauer) (و. 1718 – 1778 م) هو عالم عقيدة، وكاتِب، من ألمانيا، ولد في شنيهبرغ، توفي في فورتسن، عن عمر يناهز 60 عاماً.